# Adolfo Rodríguez Saá "El Pampa"
Adolfo Rodríguez Saá (San Luis, 19 de octubre de 1876 - Buenos Aires, 16 de junio de 1933), apodado El Pampa, fue un político argentino, dirigente conservador de la provincia de San Luis, de la cual fue gobernador entre los años 1909 y 1913; fue el fundador de la familia Rodríguez Saá, de la cual descienden cuatro gobernadores y un presidente de la Argentina, también llamado Adolfo Rodríguez Saá.

## Biografía
Era nieto de Carlos Juan Rodríguez, destacado político federal, y de Francisco Saá, hermano del general Juan Saá. Su padre fue José Elías Rodríguez y su madre Feliciana Saá, que había nacido en las tolderías de los ranqueles, lo que a él le valió el mote de El Pampa, que exhibió orgullosamente toda su vida.
En 1904 participó en la revolución que derrocó al Gobernador Jerónimo Rafael Mendoza y su influencia permitió que el gobernador derrocado y sus colaboradores fueran arrestados de modo indecoroso.
Fue elegido gobernador de manera fraudulenta para el período del 18 de agosto de 1909 hasta igual fecha de 1913. Durante su gestión se gestionaron acuerdos para determinar definitivamente los límites con las provincias de Mendoza y La Rioja; se conmemoró de modo solemne el centenario de la Revolución de Mayo y se levantaron los monumentos a José de San Martín y Juan Pascual Pringles; se encargó al profesor Juan W. Gez la primera Historia general de la Provincia de San Luis; se sancionó una ley de ministerios y se organizaron algunos municipios, como los de Fraga, Bagual, Dixonville, Talita y Santa Rosa de Conlara.

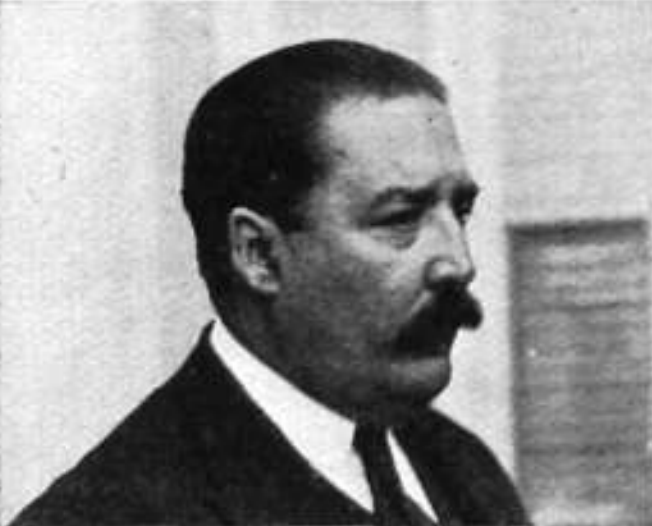
Adolfo Rodríguez Saá en 1931. Revista Caras y Caretas.

Se edificaron la Casa de Gobierno provincial, la cárcel de mujeres y decenas de otros edificios públicos, se dotó de agua corriente a varias localidades, se mejoró la red de caminos y se realizaron obras de irrigación. Se creó el Consejo Provincial de Higiene y se adoptó el padrón electoral de la Nación para las elecciones provinciales. También acumuló las primeras deudas provinciales y no pudo hacer frente con el pago de sueldos atrasados al personal de administración pública, dejándolo a manos de la gestión de Juan Daract
Tras el final de su mandato, en 1913 fundó el diario La Opinión, que sería editado hasta 2004.
En 1914 fundó, junto con Laureano Landaburu y Alberto Arancibia Rodríguez, el Partido Demócrata Progresista de San Luis. Cuatro años más tarde, esos mismos dirigentes se apartarían de ese partido para fundar el Partido Demócrata Liberal, que sería el más longevo partido conservador de la provincia, ya que siguió existiendo hasta los años 80.
Desde su descenso del mando ejerció como Ministro de Gobierno de varios gobernadores, y en 1923 fue elegido senador nacional, cargo que ocupó hasta el golpe de Estado de 1930, al que apoyó completamente. Durante la Década Infame fue juez en los fueros civil y comercial con sede en la ciudad de San Luis. Volvió a ser elegido senador nacional en 1932.
Falleció en Buenos Aires el 6 de junio de 1933. Sus restos fueron trasladados a San Luis.